# Arches (Vosgi)
Arches là một xã, nằm ở tỉnh Vosges trong vùng Grand Est của Pháp. Xã này có diện tích 17,5 km², dân số năm 1999 là 1679 người. Xã này nằm ở khu vực có độ cao trung bình 357 m trên mực nước biển.
Dân địa phương tiếng Pháp gọi là Archéens.

## Hành chính
| Danh sách các xã trưởng                |           |                    |      |         |
| Giai đoạn                              | Giai đoạn | Tên                | Đảng | Tư cách |
| 1977                                   | 2001      | Jean-Paul Holveck  | .    | .       |
| 2001                                   | 2008      | Jean-Marie Patrois | .    | .       |
| 2008                                   | 2014      | Nadine Gérôme      | .    | .       |
| Tất cả các dữ liệu trước đây không rõ. |           |                    |      |         |

## Biến động dân số
| Năm | 1962 | 1968 | 1975 | 1982 | 1990 | 1999 |
| --- | ---- | ---- | ---- | ---- | ---- | ---- |
| Dân số | 1572 | 1588 | 1523 | 1718 | 1737 | 1679 |
| From the year 1962 on: No double counting—residents of multiple communes (e.g. students and military personnel) are counted only once. |      |      |      |      |      |      |